# Box-office France 2016
Cet article présente le box-office en France au cours de l'année 2016.

## Les films à succès

### Disney, en tête avec l'animation
Cette année, ce n'est pas moins de trois films provenant, d'un même studio : Disney, qui sont au sommet du Box office, dont deux films d'animations. Trois ans après le succès de La Reine des Neiges, c'est encore une fois un film d'animation des studios Disney, qui se retrouve premier du Box Office. Vaiana : La Légende du bout du monde, démarre avec 1,1 million d'entrées en novembre et restera deux semaines d'affilée, numéro un, pour atteindre 5,6 millions d'entrées à la fin de l'année, 500 000 de plus environ que La Reine des Neiges, néanmoins à l'international, le film rapportera presque deux fois moins que ce dernier. C'est la deuxième fois, dans la décennie 2010, qu'un film d'animation se retrouve en haut du classement. 
En deuxième place, c'est une nouveauté. En effet, après le rachat de la franchise Stars Wars par Disney en 2012, ceux-ci ont prévu une nouvelle trilogie, qui a débuté avec Star Wars, épisode VII : Le Réveil de la Force, en 2015, mais aussi des spin-of, sur l'univers qui sortirait entre. Rogue One : A Star Wars Story, est donc le deuxième film de l'univers, après le film Star Wars : The Clone Wars sorti en 2008, qui ne se déroulera pas dans la trame principale de l'histoire. Comme les films de la trilogie principale, Rogue One sort pendant les fêtes de fin d'année et réalise le meilleur démarrage de l'année 2016 avec presque 1,8 million d'entrées lors de sa première semaine. Le film restera en tête jusqu'à la fin de l'année, pour finir sa course à 5 millions d'entrées. Bien que n'étant pas dans l'histoire principale, Rogue One effectue malgré tout un bon score, réalisant la 6e meilleure performance de la saga devant L'Empire Contre-Attaque et Le Retour du Jedi. 
Et en troisième position se trouve le deuxième film d'animation Disney, sortit cette année : Zootopie. Sorti en février, le film fait le 3e meilleur démarrage de l'année, derrière Deadpool et Rogue One, avec 1,5 million d'entrées. Le film contrairement à Vaiana n'est pas une comédie musicale, chose plutôt rare chez Disney, mais le film malgré tout reçoit des critiques élogieuses de la part de la presse américaine et française et atteint 4,8 millions d'entrées. À l’international, le film est également un énorme succès, dépassant le milliard de dollars de recettes, et devient ainsi le deuxième film d'animation le plus lucratif de Disney. 

### Les films français
C'est une surprise, le plus gros succès français de 2016 est Les Tuche 2 :Le Rêve américain. Suite du premier sorti en 2011, qui n'avait fait à l'époque que 1,5 million d'entrées. C'est après la rediffusion télé du film, que le succès arriva, attirant 8 millions de téléspectateurs le soir de sa diffusion. C'est après ce succès, qu'une suite fut lancée et sortit en 2016 où elle réalisera 4,6 millions d'entrées. Le deuxième est le deuxième film du réalisateur Hugo Gélin, avec Omar Sy, qui avec sa comédie de mœurs, Demain tout commence effectue 3,2 millions d'entrées. En troisième place se trouve le troisième opus de la franchise Camping de Fabien Onteniente, de retour après six ans d'absence. Le film, avec 3,2 millions d'entrées, réalise le moins bon score des trois films.

## Les millionnaires
- États-Unis : 33 films (coproduction : Royaume-Uni : 1 film)
- France : 17 films (coproduction : Canada : 1 film)
- Canada : 2 films
- Royaume-Uni : 1 film
- Total : 53 films

| Class. | Titre                                      | Pays                       | Réalisateur                        | Box-Office France | Semaines |
| ------ | ------------------------------------------ | -------------------------- | ---------------------------------- | ----------------- | -------- |
| 1      | Vaiana : La Légende du bout du monde       |                            | John Musker et Ron Clements        | 5 625 807         | 18 (fin) |
| 2      | Rogue One: A Star Wars Story               | Gareth Edwards             | 5 075 867                          | 12 (fin)          |          |
| 3      | Zootopie                                   | Byron Howard et Rich Moore | 4 845 109                          | 23 (fin)          |          |
| 4      | Les Tuche 2 : Le Rêve américain            |                            | Olivier Baroux                     | 4 619 897         | 11 (fin) |
| 5      | Les Animaux fantastiques                   |                            | David Yates                        | 4 000 807         | 15 (fin) |
| 6      | The Revenant                               |                            | Alejandro González Iñárritu        | 3 846 911         | 13 (fin) |
| 7      | Deadpool                                   | Tim Miller                 | 3 763 671                          | 10 (fin)          |          |
| 8      | Comme des bêtes                            | Chris Renaud               | 3 745 575                          | 21 (fin)          |          |
| 9      | Le Livre de la Jungle                      | Jon Favreau                | 3 719 844                          | 17 (fin)          |          |
| 10     | L'Âge de glace : Les Lois de l'Univers     | Mike Thurmeier             | 3 500 084                          | 19 (fin)          |          |
| 11     | Le Monde de Dory                           | Andrew Stanton             | 3 435 793                          | 18 (fin)          |          |
| 12     | Demain tout commence                       |                            | Hugo Gélin                         | 3 237 948         | 15 (fin) |
| 13     | Camping 3                                  | Fabien Onteniente          | 3 229 621                          | 12 (fin)          |          |
| 14     | Captain America: Civil War                 |                            | Anthony Russo et Joe Russo         | 2 983 655         | 12 (fin) |
| 15     | Radin !                                    |                            | Fred Cavayé                        | 2 920 360         | 11 (fin) |
| 16     | Les Trolls                                 |                            | Mike Mitchell et Walt Dohrn        | 2 740 550         | 13 (fin) |
| 17     | Miss Peregrine et les Enfants particuliers | Tim Burton                 | 2 710 301                          | 13 (fin)          |          |
| 18     | Kung Fu Panda 3                            | Jennifer Yuh               | 2 576 977                          | 17 (fin)          |          |
| 19     | Batman v Superman : L'Aube de la Justice   | Zack Snyder                | 2 500 796                          | 9 (fin)           |          |
| 20     | Suicide Squad                              | David Ayer                 | 2 284 058                          | 10 (fin)          |          |
| 21     | Les Visiteurs : La Révolution              |                            | Jean-Marie Poiré                   | 2 200 452         | 7 (fin)  |
| 22     | Retour chez ma mère                        | Éric Lavaine               | 2 198 177                          | 13 (fin)          |          |
| 23     | X-Men : Apocalypse                         |                            | Bryan Singer                       | 2 161 522         | 12 (fin) |
| 24     | Divergente 3 : Au-delà du mur              | Robert Schwentke           | 2 109 689                          | 11 (fin)          |          |
| 25     | Insaisissables 2                           | Jon Chu                    | 2 106 456                          | 12 (fin)          |          |
| 26     | Doctor Strange                             | Scott Derrickson           | 1 973 650                          | 9 (fin)           |          |
| 27     | Bridget Jones Baby                         |                            | Sharon Maguire                     | 1 972 668         | 10 (fin) |
| 28     | Pattaya                                    |                            | Franck Gastambide                  | 1 951 009         | 11 (fin) |
| 29     | Brice 3                                    | James Huth                 | 1 946 734                          | 6 (fin)           |          |
| 30     | Chocolat                                   | Roschdy Zem                | 1 932 839                          | 10 (fin)          |          |
| 31     | Assassin's Creed                           |                            | Justin Kurzel                      | 1 876 898         | 8 (fin)  |
| 32     | Ballerina                                  |                            | Éric Summer et Éric Warin          | 1 828 075         | 18 (fin) |
| 33     | Les Huit Salopards                         |                            | Quentin Tarantino                  | 1 779 974         | 11 (fin) |
| 34     | Alvin et les Chipmunks : À fond la caisse  | Walt Becker                | 1 777 278                          | 12 (fin)          |          |
| 35     | Warcraft : Le Commencement                 | Duncan Jones               | 1 730 863                          | 10 (fin)          |          |
| 36     | Creed : L'Héritage de Rocky Balboa         | Ryan Coogler               | 1 633 655                          | 9 (fin)           |          |
| 37     | Médecin de campagne                        |                            | Thomas Lilti                       | 1 511 258         | 44 (fin) |
| 38     | Jason Bourne                               |                            | Paul Greengrass                    | 1 486 874         | 9 (fin)  |
| 39     | Conjuring 2 : Le Cas Enfield               | James Wan                  | 1 470 179                          | 10 (fin)          |          |
| 40     | Alice de l'autre côté du miroir            | James Bobin                | 1 378 808                          | 12 (fin)          |          |
| 41     | Tarzan                                     | David Yates                | 1 374 249                          | 9 (fin)           |          |
| 42     | Papa ou Maman 2                            |                            | Martin Bourboulon                  | 1 365 839         | 9 (fin)  |
| 43     | La Vache                                   | Mohamed Hamidi             | 1 307 036                          | 19 (fin)          |          |
| 44     | Passengers                                 |                            | Morten Tyldum                      | 1 302 574         | 9 (fin)  |
| 45     | Independence Day: Resurgence               | Roland Emmerich            | 1 291 530                          | 7 (fin)           |          |
| 46     | L'Odyssée                                  |                            | Jérôme Salle                       | 1 252 489         | 12 (fin) |
| 47     | La Folle Histoire de Max et Léon           | Jonathan Barré             | 1 228 382                          | 12 (fin)          |          |
| 48     | Sully                                      |                            | Clint Eastwood                     | 1 178 535         | 14 (fin) |
| 49     | Adopte un veuf                             |                            | François Desagnat                  | 1 089 748         | 12 (fin) |
| 50     | Juste la fin du monde                      |                            | Xavier Dolan                       | 1 058 503         | 13 (fin) |
| 51     | Les Saisons                                |                            | Jacques Perrin et Jacques Cluzaud  | 1 027 723         | 14 (fin) |
| 52     | La Cinquième Vague                         |                            | J Blakeson                         | 1 020 000         | 7 (fin)  |
| 53     | Cigognes et compagnie                      |                            | Nicholas Stoller et Doug Sweetland | 1 009 746         | 12 (fin) |

## Les records par semaine
| Semaines    | Titre                                | Pays                        | Réalisateur                | Entrées   |
| ----------- | ------------------------------------ | --------------------------- | -------------------------- | --------- |
| 1re semaine | Rogue One: A Star Wars Story         |                             | Gareth Edwards             | 1 798 117 |
| 2e semaine  | Rogue One: A Star Wars Story         | 1 345 186                   | Gareth Edwards             |           |
| 3e semaine  | Vaiana : La Légende du bout du monde | John Musker et Ron Clements | 1 003 360                  |           |
| 4e semaine  | Vaiana : La Légende du bout du monde | John Musker et Ron Clements | 985 098                    |           |
| 5e semaine  | Vaiana : La Légende du bout du monde | John Musker et Ron Clements | 861 749                    |           |
| 6e semaine  | Zootopie                             | Byron Howard et Rich Moore  | 257 512                    |           |
| 7e semaine  | Les Animaux fantastiques             |                             | David Yates                | 191 440   |
| 8e semaine  | Zootopie                             |                             | Byron Howard et Rich Moore | 176 098   |
| 9e semaine  | Zootopie                             | 137 413                     | Byron Howard et Rich Moore |           |
| 10e semaine | Zootopie                             | 73 180                      | Byron Howard et Rich Moore |           |
| 11e semaine | Comme des bêtes                      | Chris Renaud                | 49 277                     |           |
| 12e semaine | Comme des bêtes                      | Chris Renaud                | 30 516                     |           |
| 13e semaine | Comme des bêtes                      | Chris Renaud                | 38 969                     |           |

## Les films qui ont les plus longues durées à l'affiche
| Semaines    | Titre               | Pays               | Réalisateur                |
| ----------- | ------------------- | ------------------ | -------------------------- |
| 44 semaines | Médecin de campagne | France             | Thomas Lilti               |
| 31 semaines | Ma vie de Courgette | Suisse France      | Claude Barras              |
| 29 semaines | Moi, Daniel Blake   | Royaume-Uni France | Ken Loach                  |
| 23 semaines | Zootopie            | États-Unis         | Byron Howard et Rich Moore |

## Box-office par semaine
| #  | Date (à partir du) | Film no 1                                  | Pays      | Entrées   |
| -- | ------------------ | ------------------------------------------ | --------- | --------- |
| 1  | 6 janvier 2016     | Les Huit Salopards                         |           | 759 450   |
| 2  | 13 janvier 2016    | Creed : L'Héritage de Rocky Balboa         | 644 093   |           |
| 3  | 20 janvier 2016    | Creed : L'Héritage de Rocky Balboa         | 430 035   |           |
| 4  | 27 janvier 2016    | La Cinquième Vague                         | 428 597   |           |
| 5  | 3 février 2016     | Les Tuche 2 : Le Rêve américain            |           | 1 502 557 |
| 6  | 10 février 2016    | Deadpool                                   |           | 1 575 661 |
| 7  | 17 février 2016    | Zootopie                                   | 1 556 396 |           |
| 8  | 24 février 2016    | The Revenant                               | 1 409 177 |           |
| 9  | 2 mars 2016        | The Revenant                               | 984 527   |           |
| 10 | 9 mars 2016        | Divergente 3 : Au-delà du mur              | 787 050   |           |
| 11 | 16 mars 2016       | Divergente 3 : Au-delà du mur              | 571 521   |           |
| 12 | 23 mars 2016       | Batman v Superman : L'Aube de la Justice   | 1 251 205 |           |
| 13 | 30 mars 2016       | Kung Fu Panda 3                            | 775 628   |           |
| 14 | 6 avril 2016       | Les Visiteurs : La Révolution              |           | 1 150 047 |
| 15 | 13 avril 2016      | Le Livre de la jungle                      |           | 1 302 847 |
| 16 | 20 avril 2016      | Le Livre de la jungle                      | 854 090   |           |
| 17 | 27 avril 2016      | Captain America: Civil War                 | 1 354 401 |           |
| 18 | 4 mai 2016         | Captain America: Civil War                 | 751 667   |           |
| 19 | 11 mai 2016        | Captain America: Civil War                 | 437 579   |           |
| 20 | 18 mai 2016        | X-Men: Apocalypse                          | 902 696   |           |
| 21 | 25 mai 2016        | Warcraft : Le Commencement                 | 667 123   |           |
| 22 | 1er juin 2016      | Retour chez ma mère                        |           | 643 863   |
| 23 | 8 juin 2016        | Retour chez ma mère                        | 412 121   |           |
| 24 | 15 juin 2016       | Retour chez ma mère                        | 325 403   |           |
| 25 | 22 juin 2016       | Le Monde de Dory                           |           | 1 003 479 |
| 26 | 29 juin 2016       | Camping 3                                  |           | 1 382 023 |
| 27 | 6 juillet 2016     | Camping 3                                  | 566 207   |           |
| 28 | 13 juillet 2016    | L'Âge de glace : Les Lois de l'Univers     |           | 1 232 859 |
| 29 | 20 juillet 2016    | L'Âge de glace : Les Lois de l'Univers     | 764 251   |           |
| 30 | 27 juillet 2016    | Comme des bêtes                            | 1 093 363 |           |
| 31 | 3 août 2016        | Suicide Squad                              | 1 108 407 |           |
| 32 | 10 août 2016       | Jason Bourne                               | 608 491   |           |
| 33 | 17 août 2016       | Comme des bêtes                            | 422 001   |           |
| 34 | 24 août 2016       | Comme des bêtes                            | 334 619   |           |
| 35 | 31 août 2016       | Mechanic: Resurrection                     | 198 401   |           |
| 36 | 7 septembre 2016   | Ben-Hur                                    | 185 275   |           |
| 37 | 14 septembre 2016  | Victoria                                   |           | 260 326   |
| 38 | 21 septembre 2016  | Juste la fin du monde                      |           | 405 031   |
| 39 | 28 septembre 2016  | Radin !                                    |           | 1 002 709 |
| 40 | 5 octobre 2016     | Miss Peregrine et les Enfants particuliers |           | 754 984   |
| 41 | 12 octobre 2016    | Miss Peregrine et les Enfants particuliers | 497 437   |           |
| 42 | 19 octobre 2016    | Brice 3                                    |           | 1 100 295 |
| 43 | 26 octobre 2016    | Doctor Strange                             |           | 1 001 793 |
| 44 | 2 novembre 2016    | La Folle Histoire de Max et Léon           |           | 438 714   |
| 45 | 9 novembre 2016    | Inferno                                    |           | 464 722   |
| 46 | 16 novembre 2016   | Les Animaux fantastiques                   |           | 1 420 401 |
| 47 | 23 novembre 2016   | Les Animaux fantastiques                   | 861 681   |           |
| 48 | 30 novembre 2016   | Vaiana : La Légende du bout du monde       |           | 1 123 513 |
| 49 | 7 décembre 2016    | Vaiana : La Légende du bout du monde       | 793 242   |           |
| 50 | 14 décembre 2016   | Rogue One: A Star Wars Story               | 1 798 117 |           |
| 51 | 21 décembre 2016   | Rogue One: A Star Wars Story               | 1 345 186 |           |
| 52 | 28 décembre 2016   | Rogue One: A Star Wars Story               | 1 002 747 |           |

## Classements complémentaires
- Box-office par années